# Comuna de Unisław
Unisław (polaco: Gmina Unisław) é uma gminy (comuna) na Polónia, na voivodia de Cujávia-Pomerânia e no condado de Chełmiński. A sede do condado é a cidade de Unisław.
De acordo com os censos de 2007, a comuna tem 6725 habitantes, com uma densidade 92,8 hab/km².

## Área
Estende-se por uma área de 72,45 km², incluindo:
- área agricola: 77%
- área florestal: 9%

## Demografia
Dados de 30 de Junho 2007:
|                      | Total   | Total | Mulheres | Mulheres | Homens  | Homens |
| -------------------- | ------- | ----- | -------- | -------- | ------- | ------ |
|                      | pessoas | %     | pessoas  | %        | pessoas | %      |
| População            | 6725    | 100   | 3465     | 51,5     | 3260    | 48,5   |
| Densidade (pop./km²) | 92,8    | 100   | 47,8     | 47,8     | 45      | 45     |

De acordo com dados de 2005, o rendimento médio per capita ascendia a 1888,66 zł.

## Subdivisões
- Błoto, Bruki Unisławskie, Bruki Kokocka, Głażewo, Gołoty, Grzybno, Kokocko, Raciniewo, Stablewice, Unisław.

## Comunas vizinhas
- Chełmno, Dąbrowa Chełmińska, Kijewo Królewskie, Łubianka, Pruszcz, Zławieś Wielka